# Кетрин Едоуз
Кетрин „Кејт” Едоуз (енгл. Catherine „Kate” Eddowes, 14. април 1842. - 30. септембар 1888) је највероватније 4. жртва злогласног лондонског серијског убице Џека Трбосека, који је током лета и јесени 1888. убијао и сакатио проститутке у Вајтечепелу.

## Биографија
Рођена 1842. у Волверхамптону, родила је троје деце са својим животним сапутником Томасом Конвејом. Убијена 30. септембра 1888, пронађена изузетно унакаженог тела на јавном месту, у једном парку.
Кетрин Едоуз је стављена на страшне муке вероватно зато што Џек није стигао да доврши свој посао на Елизабет Страјд. Њено беживотно тело је лежало у бари крви, отвореног стомака. Жртва је комплетно раскомадана, нос и лево уво одсечени, на лицу је ножем било урезано велико латинично слово V. Тело је било готово обезглављено, желудац и црева остављена на десном рамену, јетра исечена, бубрези и генитални органи некуд однесени.